# 酒井正和
酒井 正和（さかい まさかず、男性、1966年5月17日 - ）は、日本の実業家、イベントプロデューサーである。クォンタムジャンプジャパン株式会社代表取締役。株式会社スマッシュ代表取締役。元パンクラス代表。身長176cm、体重56kg。

## 経歴
幼少期は湘南江の島の孤児施設で育つ。中学時代にボクシングを経験する。足立区の不良だったが、通信高校に通いながら住込みでメカニックを経験。出入りしていた大手損保会社の営業マンにセンスを買われ大手損保会社に入社し、数々のタイトルを獲得する。保険会社独立後の2000年、3坪で自動車販売が可能な「衛星を使った無在庫自動車販売」を開発し話題となる。大手レンタル会社や外資系大手コーヒーショップから資本参加を含めた業務提携のお誘いがあったが、「無在庫自動車販売は10年で淘汰される」と断った。当時から欧米で確立している動産担保融資（ABL）ファイナンスに着目し、根源となる動産ビジネスを船井に提案。
2005年1月4日船井総合研究所のグループ関連会社として、動産価値を高める独自の手法を取り入れた経営コンサルティング会社 株式会社船井財産トータルサポート(資本金1億円)を設立。酒井が考えた動産を使った経営コンサルティング手法が評価され、多摩信用金庫が実施する「多摩グリーン賞経営部門優秀賞」及び「特別賞東京都産業労働局長賞」を2006年に受賞する。2010年7月22日放送「ワールドビジネスサテライト」(テレビ東京系)で酒井のビジネスモデルが特集された。
2006年11月1日、クォンタムジャンプジャパン株式会社に社名変更、「スカイラインの父」として知られる櫻井眞一郎が顧問に就任する。酒井は、2004年に放送されたNHK総合テレビのドキュメンタリー番組「プロジェクトX」の櫻井眞一郎氏の物語「クォンタムジャンプ」（2004年9月7日放送「ラストファイト 名車の 永遠なれ」)に感銘を受ける。放送後に櫻井との面談を実現、意気投合し、櫻井より「クォンタムジャンプ」の名を譲り受けると同時に顧問に迎えたという経緯がある。クォンタムジャンプは、量子力学の用語量子跳躍に由来する。量子が瞬間的にその状態を著しく変える状態をビジネスの世界に置換え、「発想の転換」で躍進し続けることを意味する。
2022年3月9日　株式会社スマッシュ格闘技部門パンクラス事業本部の組織変更に伴いパンクラス代表を退任した。

### プロデュース
2009年4月28日、業界初のメルセデス・ベンツ・Cクラスを教習車としたレンタルを企画・運営する。動産コンサルティング手法で教習所業界内でマーケット組成を築き、全国教習所1,377校の約50%の顧客を持つまでに成長する。
2010年メルセデス・ベンツ日本の依頼を受けドイツにあるマイバッハ センターオブエクセレンスでSLRマクラーレン ロードスターをカスタマイズオーダーし、日本上陸後即日完売にする。フランス南部・マルセイユ近郊のル・キャステレ村にあるテスト専用コース「ポール・リカール・サーキット」で行われた日本発売予定のメルセデス・ベンツ・SLS AMGのロードテストに参加する。
通信カラオケJOYSOUNDを運営するエクシングと提携し、カラオケリモコン端末を使った広告媒体を企画する。
ラーメン店のプロデュース等あらゆるジャンルで活躍する。
2010年7月13日、千葉マリンスタジアムでの始球式に参加、マイクパフォーマンスを披露する。
2012年2月国内最大手の軽貨物運送会社と業務提携し、軽トラック専用運営オペレーション及び独自ファイナンスを運営・開発・提供。

### プロレス部門
地域活性化や社会貢献の一環からプロレスイベント「ハッスル」の動産的価値に着目した動産コンサルティングを開始、地域活性化イベントとして、学生パフォーマンスイベント「ハッスルどライヴ」に発展させる。
俳優 竹内力の“双子の弟”R・I・K・I・RIKI（アール・アイ・ケー・アイ・リキ）が変身したキングRIKIを起用し、2009年「ハッスル・エイド2009」両国国技館大会、「ハッスル・ジハード2009」両国国技館]大会を手がける。2009年8月にはハッスルの最高顧問に就任。「今、話題になっている同姓の方をハッスル参戦させたい」と酒井法子のハッスル参戦発言が問題となりワイドショー等で叩かれた。一方で、ハッスル再建を目指したが「ハッスルのコンテンツを生かした運営は困難である」ことを理由に、同年12月ハッスル最高顧問を辞任する。
辞任後、ハッスルに係わった未払いの選手達や業者の受け皿を考え、2010年2月2日、プロレス&格闘技団体「スマッシュ」を設立。プロレス部門は、ハッスルを離脱したTAJIRIがソフト面を担当し、酒井がハード面を担当する。2010年3月26日新宿FACEにて「SMASH」第一章を開催する。2人のコンビで、旗揚げ戦から僅か8ヶ月で同年11月22日JCBホール(現TDCホール)大会を実現させ超満員札止めさせた。酒井独自の団体経営手法を取り入れた効果から「SMASH.1」〜「SMASH.24」 の興行はすべて超満員、「勝ち組団体」と称された。しかし2012年2月10日緊急記者会見にてコンビ解消を発表、2012年2月19日「SMASH.25」TDCホール大会をもって第一章の幕を閉じた。一部メディアに「受け皿の役目は終わった。新たなステップにいく。」と語った。
2011年5月20日、天龍プロジェクトとの業務提携を発表、2011年11月に行われた「天龍源一郎デビュー35周年記念興行」において全面的にサポートし、超満員にした。

### 格闘技部門
格闘技部門は、横浜ベイスターズ1999年ドラフト1位入団の古木克明に格闘家転身を打診、さらにPRIDEで活躍した小路晃を専属コーチにおき、2009年12月8日スマッシュの旗揚げ記者会見に併せ、古木の入団発表で幕を開けた。2010年12月31日、古木は総合格闘家転身1年足らずで『Dynamite!! 〜勇気のチカラ2010〜』への出場を果たす。なお、古木は後にSMASHを離脱し、球界復帰を目指している。
若手の試合する場が必要と考え、2010年4月、総合格闘技の老舗団体DEEPとの業務提携により、「アマチュアDEEP」をリニューアル開催。
2011年から、プロ歴が浅い選手を中心としたチーム対抗戦「ジャパンMMAリーグ（JML）」をDEEPと合同開催、酒井がコミッショナーを務める。

#### パンクラスの指揮
総合格闘技パンクラスが2012年5月31日付で株式会社スマッシュに経営権を譲渡されたのに伴い、代表に就任。新体制は「世界標準」をスローガンに、様々な改革を予定、王者・上位ランカーを世界に送り込むプロモーション機関「パンクラスマネージメントの設置」、選手のアメリカ滞在時のトレーニングや生活環境・長期滞在時のバックアップを目的にした「パンクラスUSA支部の設置」、「海外ジムとの提携」、そして「ケージの導入」を改革の4本柱として掲げた。「ケージの導入は2013年を予定、また2013年は1993年にパンクラスが誕生して20周年の記念イヤーであるため、大きな会場を考えている」とコメント。
新体制となっての第1回大会は、6月2日「PANCRASE 2012 PROGRESS TOUR」ディファ有明大会にて開催、酒井が指揮を執る、新生パンクラスの船出となった。
「キング・オブ・パンクラシスト委員会」委員長は無差別級初代キング・オブ・パンクラシストであるケン・シャムロックを招聘。「日本で過ごした時の事には良い思い出しかありません、特に日本のファンは素晴らしかったです。今後私は、酒井社長がパンクラスの栄光を取り戻そうとしていることをサポートしていきます」とコメントを寄せた。
8月5日に行われたPANCRASE 2012 PROGRESS TOURディファ有明大会に、パンクラスの対立団体であったリングスのCEO前田日明の歴史的来場を仕掛ける。「未来の格闘技業界を見据えて、前を向いていかなければいけない。」とコメントした。
8月28日、五味隆典、須藤元気らを育てた名指導者として知られる木口道場の木口宣昭の入閣を発表。入閣は新生パンクラス発足時からの構想であったこと、自身が目指す総合格闘技業界作りを進めるには木口チェアマンとともにアマチュアの育成やプロのライセンス作りの推進が重要であること、などとコメント。

#### 総合格闘技地上波放送を復活させる
2014年12月6日東京・ディファ有明で開催された「PANCRASE263」にて、2015年春からパンクラスが12年ぶりに地上波のテレビ東京で放映されることが発表された。「日本のテレビはいろいろなことがあって総合格闘技はなかなか出ることが出来ませんでしたが、地上派に復活することが出来ました。総合格闘技のルールは分からない人も多いと思います。テレビで分かりやすくやりたいですし、ルールを知ることで総合格闘技が究極のスポーツだということが分かってもらえると思います」と挨拶した。地上波での放映は2012年から話を進めており、2014年10月頃から具体的になり始めたという。2015年に開催されるナンバーシリーズ9大会の試合を中心に構成される。2015年度中に合計4回の90分スペシャル番組が放映され、第1回は2015年の3月か4月を予定。詳細は2015年1月に発表予定。。

#### Forbes 2016 アジアMMA TOP5にランキング
Asian MMA In 2016のプロモーターランキング5位に選ばれました。

1位 チャトリ・シットヨートン/ Chatri Sityodtong (ONE Championship Founder and Chairman)

2位 ビクター・クイ / Victor Cui (ONE Championship CEO)

3位 榊原 信行 / Nobuyuki Sakakibara (RIZIN FIGHTING FEDERATION Founder And CEO)

4位 高田 延彦 / Nobuhiko Takada (RIZIN FIGHTING FEDERATION General Manager)

5位 酒井 正和 / Masakazu Sakai (PANCRASE CEO)

### WSOF JAPAN代表就任
レイ・セフォー率いるWSOF（World Series of Fighting）との間で日本におけるWSOF（World Series of Fighting）のライセンス複数年契約を締結し、日本で行なわれるWSOF（World Series of Fighting）全ての運営を目的としたWSOF JAPANを立上げる。2014年秋に開催予定。

### テレビ番組プロデュース
TOKYO MX バラエテイ番組GODENGINE TV（ゴッドエンジンTV）2016年4月〜（現在）

### 音楽レーベル
- SMASH LABEL
2010年設立。入場テーマ曲などの製作・販売を行う。2010年世界的アーティストMACKA-CHIN (NITRO MICROPHONE UNDERGROUND) などとのコラボによるコンピレーションCD「SMASH LABEL 01」を発売。
- SMASH LABEL 01
2016年4月設立。ダンスボーカルユニット「ZERO」をサポートするために立ち上げられた[39][40]。レーベル名の末尾の「01」は、「ZERO」のメンバーで約4年ぶりに芸能界に復帰する森本龍太郎が「0」からスタートし、それをサポートする「1」を表しているという[39][40]。

## テレビ出演
- 「ワールドビジネスサテライト」（テレビ東京系、2010年7月22日放映）
- 「ワールドビジネスサテライト」（テレビ東京系、2014年6月30日放映）

## 著書
- 図解 完全対策Q&A 個人情報保護法 （東洋経済新報社、2005年8月、ISBN 4492555447）